# Église protestante de Baldenheim
L'église protestante de Baldenheim est un monument historique situé à Baldenheim, dans le département français du Bas-Rhin.

## Historique
L’église de Baldenheim est mentionnée pour la première fois en 1371, bien qu’un lieu de culte existe probablement déjà auXIe siècle. La nef est agrandie à l’époque romane et est l’objet d’autres travaux au XIVe siècle, pendant lesquels sont réalisés les plus anciennes peintures connues de la nef. Elle est alors dédiée à saint Oswald, elle sert de nécropole à la famille de Rathsamhausen. Un nouveau chantier touche la nef au XVe siècle, qui est surélevée et dont les anciennes fenêtres romanes sont remplacées par des baies gothiques. Les anciennes peintures sont recouvertes par un nouveau décor plus modeste. Le chœur est reconstruit à peu près à la même époque et reçoit un riche décor peint.
En 1576, Baldenheim passe a la Réforme et l’église est aménagée en conséquence : l’intérieur est entièrement repeint en blanc, de nouvelles fenêtres et une tribune sont aménagées dans la nef, où se déroule désormais le culte. Dans le cadre du retour au catholicisme voulu par le roi de France, l’église devient simultanée en 1758, la nef étant attribuée aux protestants et le chœur aux catholiques, qui adoptent le patronage de saint Blaise. Cette décision ouvre sur une longue période de conflit entre les deux communautés, jusqu’à la construction de l’église catholique en 1937.
L’église est remise en état après le départ des catholiques, ce qui conduit à la mise au jour des peintures de la nef  en 1938. Ces décors sont toutefois recouverts d’un badigeon au début des années 1950. L'édifice fait l'objet d'un classement au titre des monuments historiques depuis 1970.

## Architecture

### Situation et disposition générale
L’édifice est situé au 1, rue de l’Église à Baldenheim. Il est composé d’un chœur orienté à une travée et chevet polygonal à trois pans. Il est précédé d’une nef à vaisseau unique plafonné de quatre travées, qui ouvre directement sur l’extérieur à l’ouest. Une tour faisant clocher et dont le rez-de-chaussée sert de sacristie est accolée au chœur du côté sud.

### Tour
La tour date pour l’essentiel de l’époque romane et compte un rez-de-chaussée carré surmonté de trois étages, le tout coiffé d’une flèche de charpente octogonale. Le rez-de-chaussée sert de sacristie et ouvre au nord sur le chœur. La présence d’un autel et de banquettes en pierre au premier étage indiquent qu’il a servi de chapelle. Celle-ci était autrefois accessible depuis le chœur, mais cette entrée est désormais condamnée et l’accès se fait par un escalier extérieur menant à une porte percée dans le mur occidental.

### Chœur
Le chœur comprend un avant-chœur, qui correspond à l’ancien chœur roman à chevet plat, suivi d’une travée droite et d’un chevet polygonal à trois pans construits lors de la campagne de la fin du XVe siècle. L’ensemble est couvert de voûtes d’ogives, dont les clefs portent les armoiries des Rathsamhausen-Ehnwihr. L’extension du XVe siècle fournit un éclairage abondant grâce à cinq fenêtres, tandis que l’avant-chœur ne dispose que d’une seule petite baie du côté nord, le côté sud étant aveugle du fait de la présence de la tour. Ce côté est de fait percé d’une porte donnant accès à la sacristie au rez-de-chaussée de la tour ; elle est surmontée d’une autre porte qui donnait accès au premier étage de la tour, mais n’est plus accessible depuis le chœur.

## Mobilier

### Fresques

#### Nef
Les fresques de la nef sont composées de trois couches distinctes ayant été réalisés successivement entre le XIVe et XVIe siècles. Celle du XIVe siècle est la plus riche et est essentiellement visible dans la partie occidentale de la nef. Elle représente dans des tons rouges, jaunes et ocres des scènes de la vie du Christ et de la vie de la Vierge. Ces scènes comportent de nombreuses lacunes liées aux aménagements ultérieurs et aucune trace n’en a été trouvé dans la partie orientale de la nef.
La surélévation de la nef et de l’agrandissement des ouvertures au XVe siècle ont imposé de refaire un décor peint. Cette seconde couche est plus sobre que la précédente et consiste essentiellement en un faux appareil de pierre. Contrepoint à cette sobriété, un grande scène représentant le Jugement dernier se développe au-dessus et autour de l’arc triomphal.

#### Chœur
Le chœur est orné d’un décor peint de grande qualité réalisé vers 1490 et inspiré des œuvres de Martin Schongauer. Chaque quartier de la voûte du chœur est ornée de l’un des emblèmes des quatre évangélistes, qui proviennent d’une série de gravures de Martin Schongauer datant des années 1470. Le mur nord du chœur est occupé par une représentation du collège apostolique, qui a toutefois été mutilée ultérieurement par la construction du tombeau des Rathsamhausen. Il ne reste ainsi que huit des apôtres ainsi que le Christ bénissant. Les piliers de l’abside portent quant à eux une représentation de saint Paul et d’un martyr non identifié. Ces personnages sont également inspirés de Schongauer, mais, alors que celui-ci substitue saint Paul à saint Mathias, le peintre de Baldenheim représente les deux simultanément, bien que les attributs de Mathias soient incorrects.

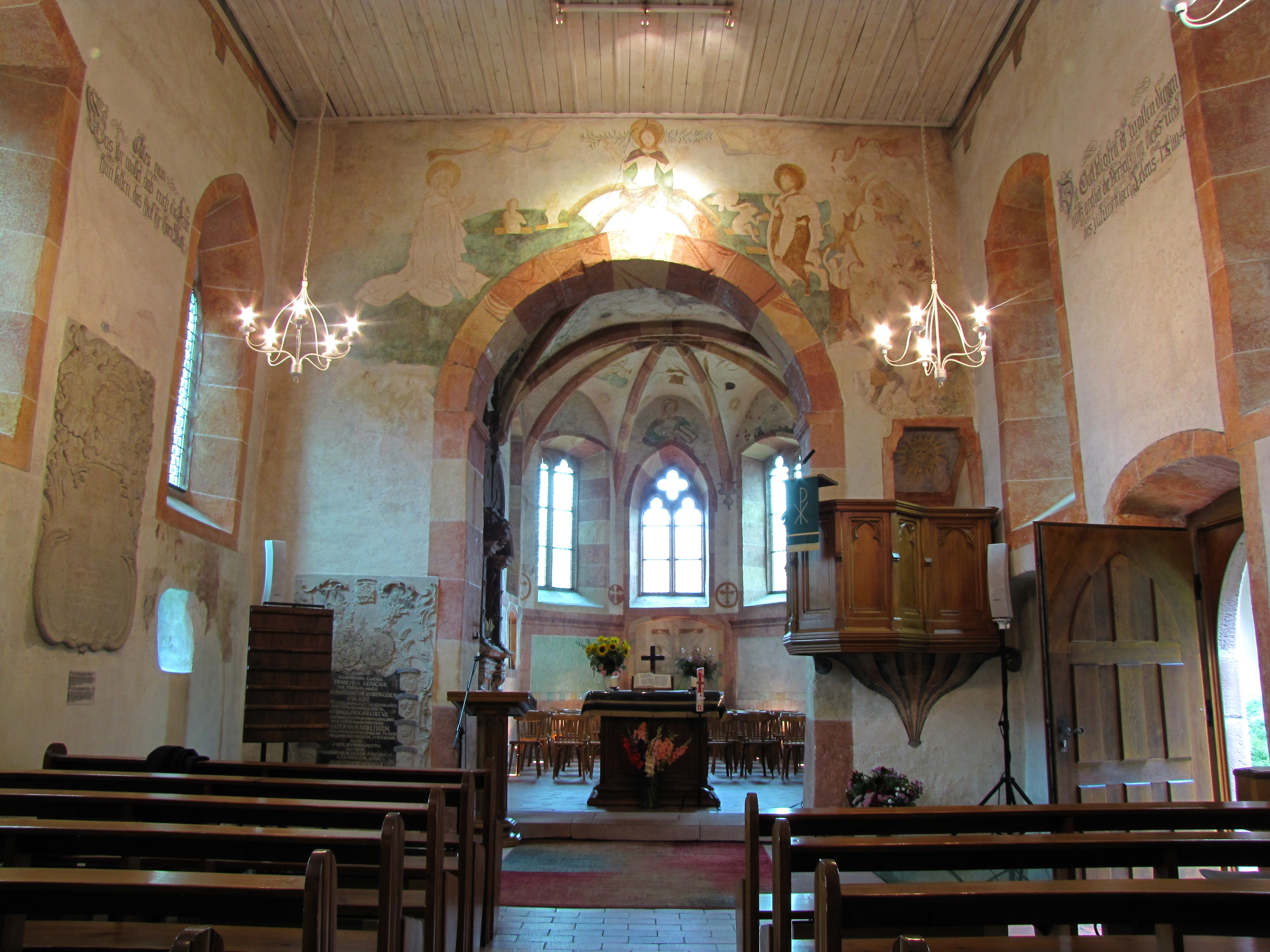
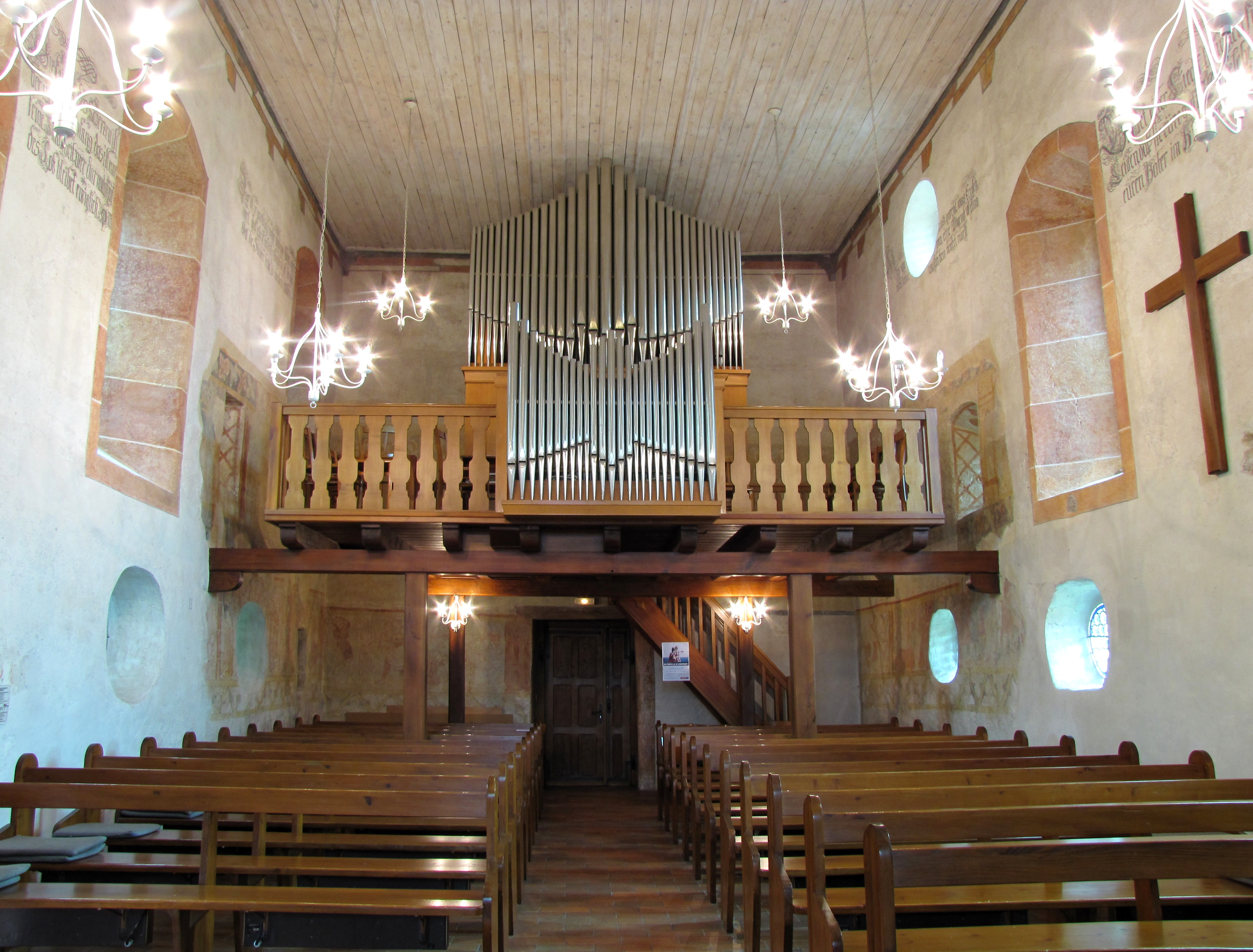
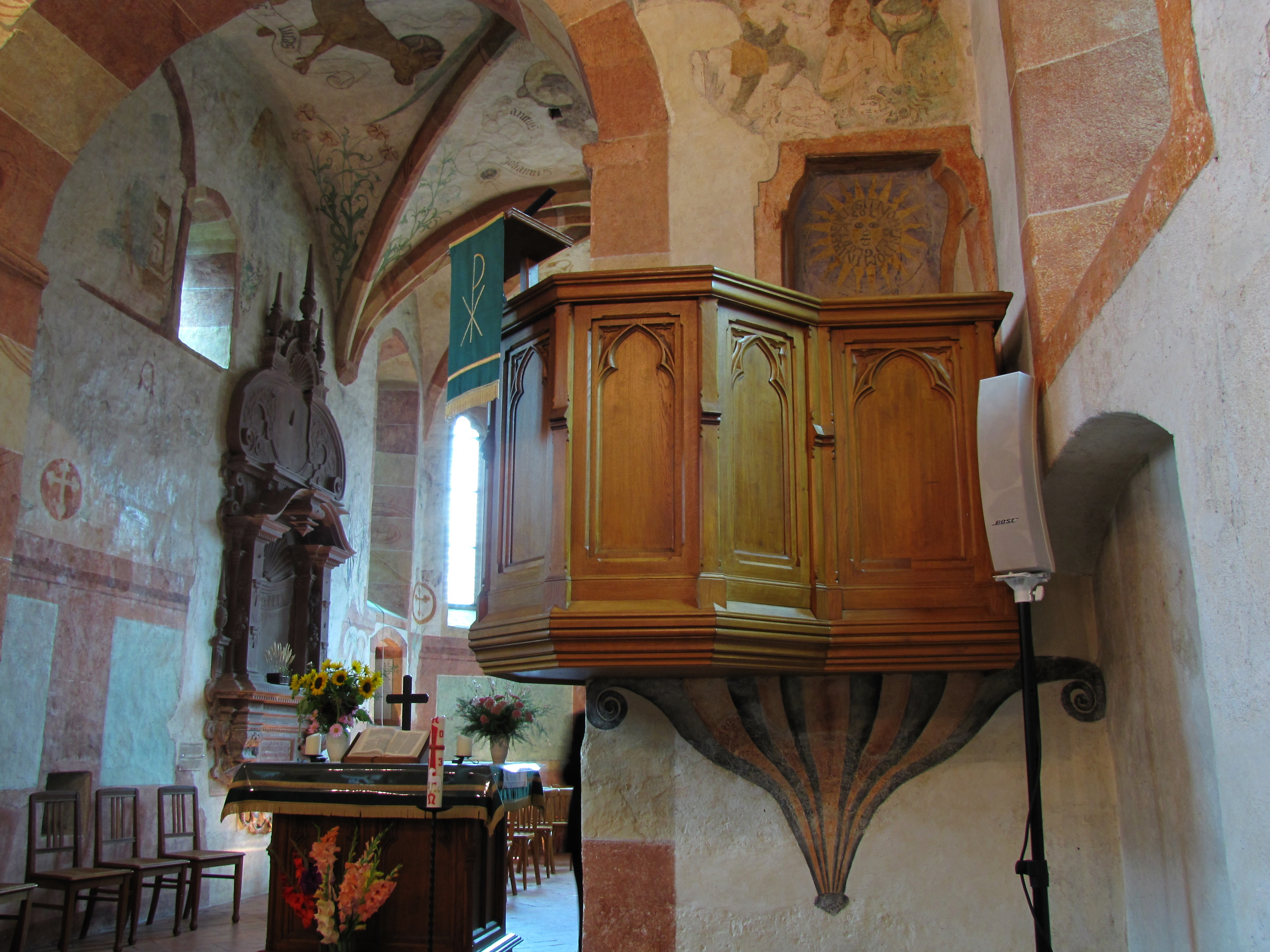
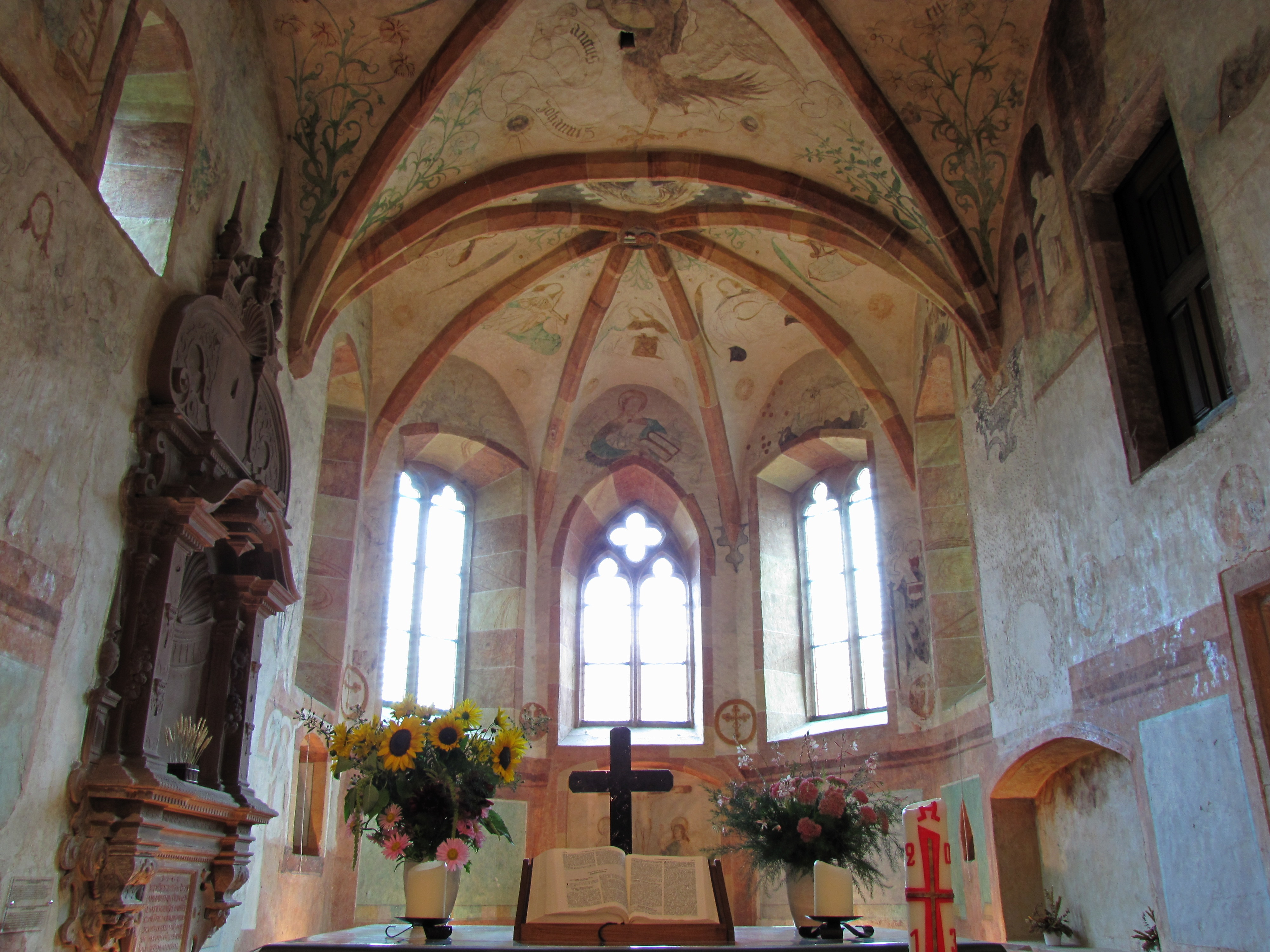
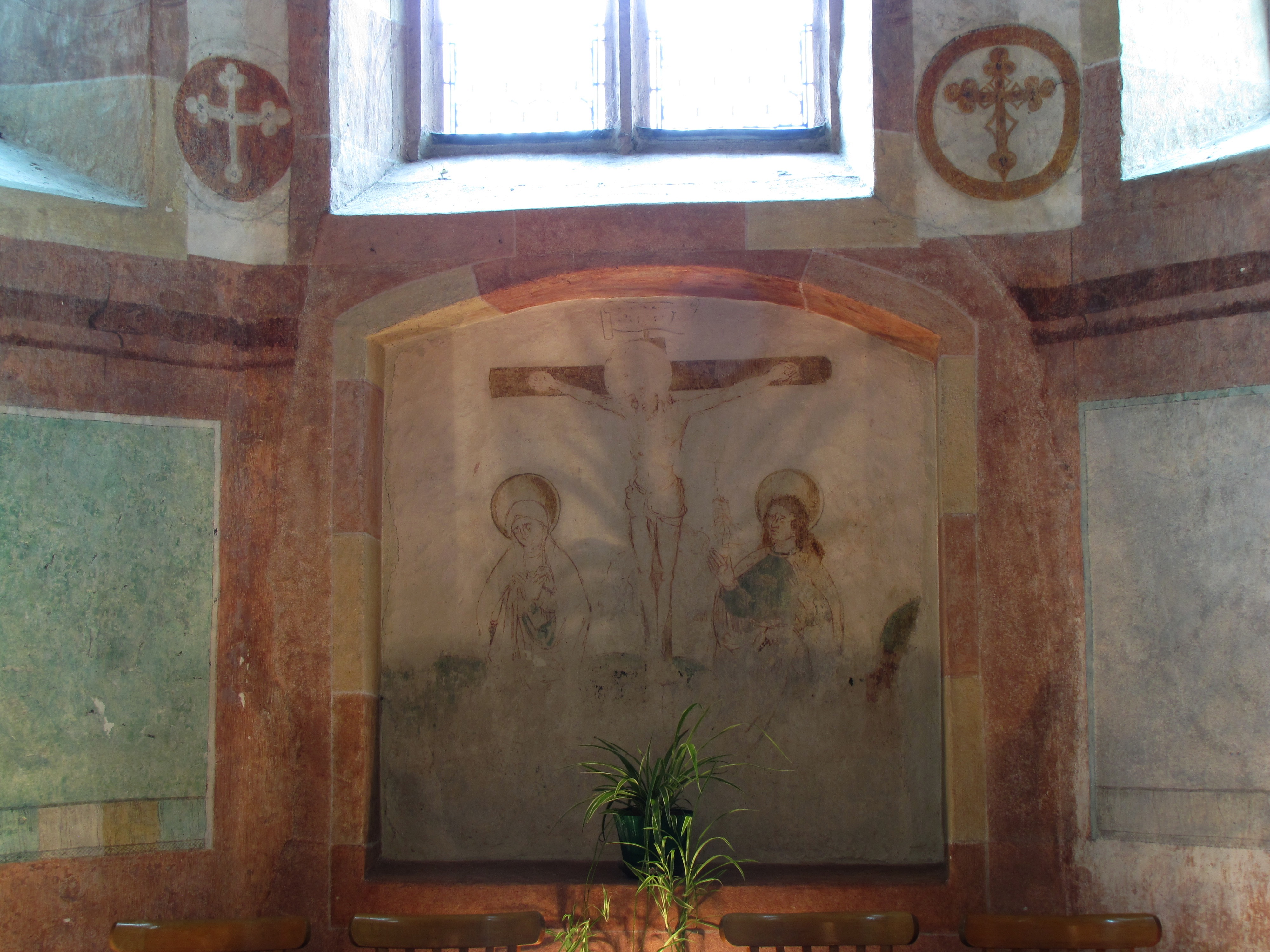